# Saraiella bulganica
Saraiella bulganica är en tvåvingeart som beskrevs av Vaillant 1973. Saraiella bulganica ingår i släktet Saraiella och familjen fjärilsmyggor. Inga underarter finns listade i Catalogue of Life.